# Alster Records
Alster Records ist ein deutsches Independent-Label und ein Publikationsdienstleister für Tonträger aus Hamburg.

## Geschichte
Das Musiklabel wurde 2015 in Hamburg gegründet und veröffentlichte zunächst weniger bekannte Künstler aus Hamburg und dem Hamburger Umland. Mittlerweile werden Songs von Künstlern aus dem gesamten Bundesgebiet sowie aus Österreich veröffentlicht. Eine Vielzahl der Bands bewegt sich im Genre Rock und Deutschrock.
2017 wurde unter dem Dach des Henssler Verlachs (Mitinhaber ist Steffen Henssler) mit der Edition Alster Records eine Verlagsedition gegründet, ein Jahr später wurde mit der Gründung des Sub-Labels Aalpladde (LC 85173) ein Label für den reinen digitalen Vertrieb geschaffen. Nach Auflösung des Henssler Verlachs und dem damit verbundenen Ende der gemeinsamen Verlagsedition wurde Anfang 2023 die Verlagsedition mit Amboss Film+Musik neu gegründet.

## Künstler (Auswahl)
Zu den Vertragskünstlern gehören bzw. gehörten u. a.:
- Alles mit Stil
- Katze Blau
- Ni Ju San
- Der Ole
- Ochmoneks
- Ravenfield
- The Jeals